# オゾン
オゾン（ozone）は、3つの酸素原子からなる酸素の同素体である。分子式はO3で、折れ線型の構造を持つ。腐食性が高く、生臭く特徴的な刺激臭を持つ有毒な気体である。地球の大気中にとても低い濃度で存在している。漢字で阿巽とも当てて書いた。活性酸素の一種。

## 性質
常温常圧では薄青色の気体である。沸点−111.9 ℃ (161.25 K) で紺色の液体となり、凝固点−192.5 ℃ (80.65 K) で濃紫色の固体となる。中心の酸素原子と両端の酸素原子の結合は2本とも等価で、オゾン分子は O=O+-O− と O−-O+=O の2つの極限構造からなる共鳴混成体であると考えられる。
オゾンはフッ素に次ぐ強い酸化力を持つため、高濃度では猛毒である。吸い込むと内臓が酸化されてびらん状になる。日本における作業環境基準は0.1ppmである。

## 発見
オゾンは、オランダの科学者Martinus Van Marumによって1785年にその存在が発見された。その後、1840年に、ドイツ・スイスの化学者であるクリスチアン・シェーンバインによって、オゾンが酸素から形成されることが発見された。彼は雷雨の中でオゾンが現れることに注目し、そしてその奇妙なにおいから、ギリシア語で「臭い」を意味する ὄζειν (Ozein) に因み Ozon と名付けた。

## 生成
一般に空気中での紫外線照射、または酸素中での無声放電など高いエネルギーを持つ電子と酸素分子の衝突によって発生する。オゾンの発生は主に以下の化学式で表せる。
{\displaystyle {\ce {3O2 -> 2O3}}}
またオゾンは不安定な分子であるため、放置しておくと以下の化学式で酸素に変化する。
{\displaystyle {\ce {2O3 -> 3O2}}}
この反応は温度や圧力が上昇するほど速くなる。
なお、直接酸素分子からオゾンが生成されるとは限らず、特に光化学スモッグなどではオゾン前駆体という窒素酸化物（NOx）や揮発性有機化合物（VOC）などが発生に関与している。
いくつかの電気機器は人間が臭いを感じる程度のオゾンを発生させる。特にブラウン管テレビやコピー機など高電圧を用いる装置で起こる。ブラシによって整流する電気モーター（整流子電動機）は、整流子とブラシの間で繰り返し起こる火花によってオゾンを発生させる。エレベーターやポンプなどに使われる大型モーターは小さいものよりもオゾン発生量が多い。なお、これは整流子電動機特有の現象で、整流子のない誘導電動機・同期電動機では火花は出ず、オゾンも発生しない。この他に、例えばアーク溶接実施時のように、波長の短い紫外線（UVC）を空気中で発生させた場合も、空気中に含まれる酸素分子が反応を起こしてオゾンが発生する。

### オゾンの生産
工業的にオゾンを用いる場合、一般に水銀灯による短い波長の紫外線照射や高電圧による低温放電によって生産される。低温放電装置は二枚の電極板によって構成され、電極表面を、高い誘電率をもつホウケイ酸ガラス（パイレックスガラス）や雲母のような絶縁体で覆う。交流高電圧を電極にかけると無声放電が起こり、平板間に流した酸素分子が解離し、他の酸素分子と再結合することによってオゾンが発生する。また、陰極に黒鉛電極、陽極に白金電極を用い、希硫酸を電気分解することによって陽極からオゾンが酸素との混合気体として生成される。同様に固体高分子電解質膜を、白金を用いた陰極と二酸化鉛を用いた陽極で挟み、水を電気分解することでも陽極からオゾンが酸素との混合気体として生成される。
放電による生産量は純酸素で200g/kWh程度であり、理論限界は410g/kWhである。熱化学的なオゾン発生効率は1200g/kWhなので、実際のエネルギー効率は17％ほどである。空気を原料とした場合はさらに半分の100g/kWh程度である。

## オゾンによる酸化反応
オゾンが水に対して酸化剤として働く時の半反応式は次のように表される。
{\displaystyle {\ce {O3{}+H2O{}+2{\mathit {e}}^{-}->O2{}+2OH^{-}}}}
酸性溶液中では溶液内の水素イオンが直接反応し、生成した水酸化物イオンが溶液内の水素イオンと反応して水ができる。半反応式は次のようになる。
{\displaystyle {\ce {O3{}+2H^{+}{}+2{\mathit {e}}^{-}->O2{}+H2O}}}

### オゾン酸化
オゾンを用いた有機合成反応の例としてオゾン酸化が挙げられる。アルケンをオゾンで酸化すると-C-O-O-C-O-という並びの5員環構造を持つオゾニドが生じ、還元的な後処理をすることによりケトンまたはアルデヒドが得られる。一方、酸化的な後処理をするとケトンまたはカルボン酸が得られる。
有機高分子をオゾンにさらすと劣化が起こり、時に亀裂が生じる。この現象をオゾンクラッキングと呼ぶ。

## オゾン層
大気の中で成層圏に存在するものはオゾン層を形成し、生命にとって有害な紫外線が地表に降り注ぐ量を和らげている。一方、地表付近では、オゾンは光化学オキシダントなどとして生成し大気汚染の原因となる。成層圏中のオゾン量はドブソン単位で表される。工業で用いられる場合、ppmや容量パーセント濃度または重量パーセント濃度で表される。

## 利用法
オゾンは、フッ素に次ぐ強力な酸化作用があり、殺菌やウイルスの不活化、脱臭・脱色、有機物の除去などに用いられる。
日本およびアメリカ合衆国 では、食品添加物として認可されている。

### 殺菌・脱臭
水道水の殺菌に塩素消毒の代わりにオゾンが用いられる国家も多い。オゾンは有機塩素化合物を生成しないため、処理後の水にも残留せず、塩素と比較して味や匂いの変化が少ない。従って、いくつかのシステムでは配管での細菌増殖を防ぐために少量のオゾンを添加することがある。日本では近年、東京都水道局、大阪市水道局、阪神水道企業団、大阪広域水道企業団等で水道水の高度浄水処理において、殺菌の一環として用いられており、追随する地方公共団体や水道運営事業者も増えてきている。
気体としてのオゾンは、その毒性により高度な濃度管理が求められるため、オゾンガスをミキシング又はバブリングと呼ばれる手法で水に溶け込ませたり、電気分解により水に含まれる酸素を利用して作る「オゾン水」として活用される例が増えている。オゾンの不安定な性質により数十分で酸素と水に戻るので残留性のない殺菌水として使えるほか、塩素系殺菌剤やエタノール系殺菌剤が使えない場合にも使用される。細菌の細胞を直接破壊・分解するため、耐性菌を生まない利点もある。一方で気体を生成してそれを車内に噴霧、カーエアコンで循環させることで車内の消臭およびウイルスの不活性化をする装置もある。
ヨーロッパでは医療への活用が多数試され、その効果が発表されている。近年は日本でも医療、介護、食品、酪農を主とする農業などの分野で殺菌、消臭、廃棄物処理目的で使われることが多くなった。ホテルの客室などに置ける小型の脱臭用オゾン発生器も販売されている。

### 医療
日本では、1923年に小川正彦により医療用オゾンガス発生器が発明され、ヨーロッパではドイツで1957年に発明されている。
ヒトでは、難治性の疾患では、感染症、皮膚病、免疫不全、がんの補助療法、老人病、慢性リウマチ、アレルギーなどに有効性が示されている。獣医学分野では、犬や猫に対し腫瘍やがんに対するオゾン療法に十分な効果があり、クオリティ・オブ・ライフの改善が見られるとされる。
歯科医療においては、虫歯の治療においてオゾンガスを患部に当てるヒールオゾンという治療法がある。
医薬品医療機器等法に基づく医療用具として、オゾン水手洗い機が認可されている。

### 食品
日本では食品添加物として認められている。主流の殺菌料である次亜塩素酸ナトリウムと比較して、そのままオゾンガスを溶かすのではなく単に水道水を電解し陽極にできたオゾン水によってオゾンの濃度を高めることで殺菌力を高くすることができ、使用後の洗浄が不必要で安全性が高く食品の味を損ねにくく、クロロホルムを生成しないという点が特徴的である。アメリカ合衆国では、1997年6月に食品の殺菌剤として安全性に問題がないGRAS（一般安全認定）に分類され、FDAが2001年6月に食品添加物として安全であると発表している。

### 農業
農薬の代わりとして、病害対策に用いられる。噴霧することで多くの病害菌を殺菌できるため、農作物に残留しない病害防除として利用することができ、収穫時にも収穫した農産物の殺菌に利用できる。キュウリのうどんこ病などの病害対策ができるため、農薬の低減が期待される。
大麦・人参の発芽率の向上、カイワレダイコン、ハツカダイコン、トマトの生育促進効果も確認されている。

### 畜産
畜産においては、消臭・殺菌に用いられる。畜舎にオゾンガスを噴霧することで硫黄系の臭気を分解することができる。従来は殺菌力があまり高くなかったが、平均5000 nmであった気泡径を5 nmにすることで、サルモネラ菌や鳥インフルエンザウイルスなどへの殺菌効果が見られ、また、残留農薬等に関するポジティブリスト制度にも対応できる。

### 漂白
越後地方などでは春先の晴天時に雪の広がる田畑に糸や布を広げて漂白する「雪晒し」が行われる。雪晒しは雪の表面に紫外線が当たって発生するオゾンの作用を利用したものである。

### 洗浄
半導体部品の洗浄において、主流のRCA洗浄ではアンモニアや塩酸フッ化物が用いられるが、オゾンガスを溶解させたオゾン水は排水処理の面で環境負荷が低く、代替として半導体の基板表面の有機物や金属の除去・洗浄に用いられている。
また、水を使わずに（あるいはあまり使わずに）オゾン気流によって除菌や洗濯を行う洗濯機の例がある。また、その後継機種では風呂の残り湯を使用する際、オゾンで除菌・浄化したり、オゾン水そのものを洗濯のすすぎに利用するものもある。
ジーンズを着古した風合いにするオゾン加工にも使われる。

## 毒性
オゾンには急性・慢性双方の中毒症がある。
急性中毒では目や呼吸器が刺激され、高濃度になるにつれて咳やめまいが引き起こされる。さらに高濃度になると呼吸困難や麻痺、および昏睡状態になり、放置しておけば死亡する。
慢性中毒では倦怠感や神経過敏など神経の異常や、呼吸器の異常を来たす。
オゾンを発生させる可能性のある場ではたとえ低濃度であろうと活性炭入りのマスクをつけることが望まれるが、目の粘膜も保護できる全面マスクの使用がより好ましい。より高濃度（10 ppm以上）の場合はガスマスクの使用が必須になる。

## その他の影響
オゾンは光化学オキシダントの主成分である。近年、日本では、光化学スモッグ注意報を発令する都道府県の数が増加しているが、これは、中国大陸からの越境大気汚染によって広域化していると考えられている。また、オゾンの強力な酸化性のため、植物や農業に対する悪影響が憂慮されている。
又、農業残渣には窒素が多く含まれており、いわゆる野焼きする事により二酸化窒素が大量に発生、更に二酸化窒素は紫外線エネルギーの吸収で一酸化窒素と原子状酸素に分解され、生成した原子状酸素は酸素分子と結合して強力な酸化性物質であるオゾンを生成する、周辺の生活環境への悪影響が憂慮される。
オゾンは酸素を含む酸化力の高い化学種で、広義の活性酸素の一つとされる。活性酸素は、狭義ではスーパーオキシドアニオンラジカルやヒドロキシルラジカルを指し、オゾンを含まないが、水中での分解過程では、オゾンの一部が狭義の活性酸素の一つであるヒドロキシラジカルを経て分解することも知られている。
自動車等のタイヤを保管する際は、電気機器の近くを避けるようにという説明がタイヤメーカーからなされているが、その理由は、発生の節で述べられているとおり、モーターから発生するオゾンが、タイヤの主成分である合成ゴムを侵すからである（オゾンクラッキング）。